# Куїшиба
Куїши́ба (порт. Ilhéu Quixibá) — маленький острівець у складі Сан-Томе і Принсіпі. Адміністративно належить до округу Кауї.
Острів розташований за 375 м біля південно-східного берега острова Сан-Томе, при вході до бухти Прая-Гранде. Між берегом та островом містяться також дві скелі. Має трикутну компактну форму, довжиною кожної сторони приблизно 125 м. Острів незаселений, вкритий чагарником та травами.